# 过氧化物酶体增殖物活化受体

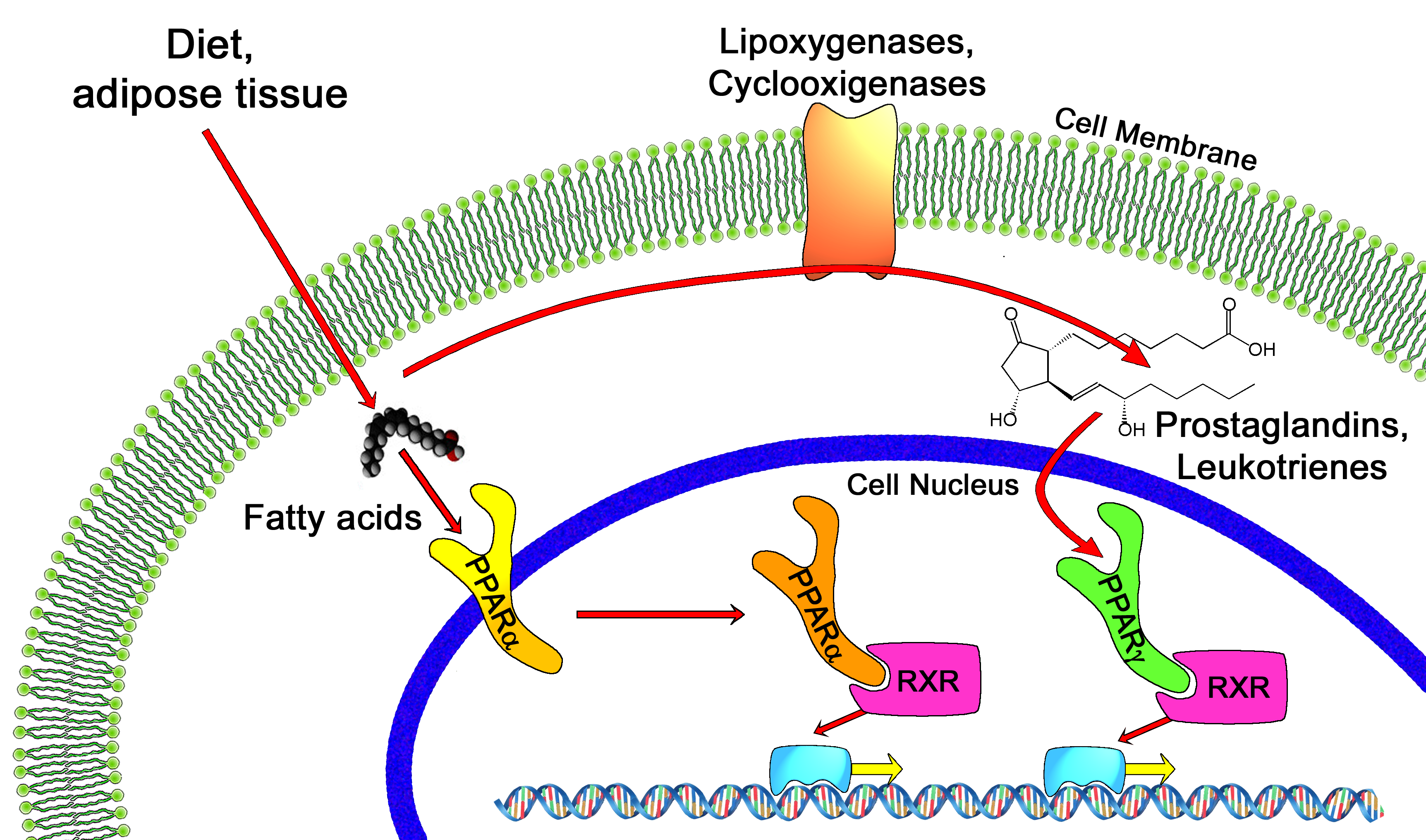
PPARα与γ的作用过程

過氧化物酶體增殖物活化受體 或稱為 脂小體增生活化受體（Peroxisome proliferator-activated receptor，PPARs）在分子生物學的領域裡，是一組核受體蛋白 ，具有轉錄因子的功能，以調控基因表達。這組核受體蛋白對高等生物的細胞分化、發育與新陳代謝（碳水化合物、脂質、蛋白質）及癌变的發生有着關鍵的作用，能夠控制环境与饮食刺激。其中受体α主要参与肝细胞的氧化过程。受体δ则参与了脂肪细胞的分解过程，受体γ与脂肪细胞的生成过程有关，这两个受体被认为与肥胖有关。本类受体只有與视黄醇类X受体（RXR）结合后才会发生作用。

## 命名和組織分布
PPARs屬于Ⅱ型核激素受體超級家族，其實質是一類配體調控的轉錄因子，在受到配體激動劑激活后，與目標基因啟動子內的反應元件結合，從而調控基因的轉錄過程［5］。目前發現有 3種亞 型 的 PPARs ，PPAR-α、PPAR-β和PPAR-γ。三種受體行使脂質傳感器的功能，協同調控多種基因序列的表達，調節重要的機體代謝。它們也是有效治療代謝性疾病（如II型糖尿病和動脈粥樣硬化）的藥物靶標。目前研究提示，PPAR活性的調節可能有效治療與代謝性綜合征相關的疾病，如肥胖等。其中以PPAR-γ的研究最為深入，PPAR-γ至少有三種亞型，包括PPAR-γ1、PPAR-γ2和PPAR-γ3。
- α (alpha)（英语：Peroxisome_proliferator-activated_receptor_alpha）[6]：PPAR-α在調節過氧化物酶體增殖劑基因轉錄活性和肝臟過氧化物酶增生中起重要作用。PPAR-α基因主要調節過氧化物酶體的β氧化途徑中的一些酶類，如：乙酰輔酶A氧化酶(ACO)、脂酰輔酶A水合酶／脫氫酶多功能酶（HD）、酮乙酰輔酶A硫解酶等。另外被激活的PPAR-α還可介導載脂蛋白apoA I表達；活化的PPAR-α促進脂蛋白脂肪酶合成，催化脂蛋白中的甘油三酯脂解成游離脂肪酸。另外，有醫藥學方面的研究顯示PPAR-α基因與人糖尿病、動脈硬化、肥胖癥等疾病的形成有很大的相關。有關PPAR-α在AS損傷中表達的研究，已經證實了它影響血管內皮細胞、平滑肌細胞、單核／巨噬細胞中多種炎性介質基因的轉錄。PPAR-α在斑塊局部中也可發揮作用。由此可見，PPAR-α表達和／或激活可能對AS疾病的防治有益。貝特類調脂藥作為PPAR-α的合成配體，被廣泛用于高脂血癥的治療。目前尚無PPAR-α配體直接對泡沫細胞生物活性影響的報道。
- β/δ (beta/delta)（英语：Peroxisome_proliferator-activated_receptor_delta）：PPAR-β，一種具有多種配體和多種生理作用的核受體，在多種細胞中表達，可以被多種生理性配體包括LCFAs、前列腺素和維A酸激活，這種核受體在不同組織如脂肪組織、胎盤瘤、皮膚和小腸中，在調節這些激動劑的活性和生理作用中起重要作用。PPAR-β在骨骼肌和棕色脂肪中可控制脂肪酸代謝，至少在某種程度上說明，PPAR-β激動劑對肥胖動物起有益作用。在骨骼肌和脂肪細胞中，脂肪酸的消耗作用可以解釋PPAR-β激動劑增加胰島素敏感性和減輕肥胖動物的脂質沉積。在肝臟、肌肉和脂肪組織中，通過限制甘油三酯的合成和聚集，脂肪酸燃燒可能促進這些組織中的胰島素敏感性。另外減少脂肪細胞中脂質聚集，可能使脂肪細胞趨化因子正常化，通過這種方式，可以增加肝臟和肌肉中的脂肪酸燃燒。通過對動物模型研究觀察，PPAR-β激動劑可以用于治療代謝綜合征，并且在與VSMC（血管平滑肌細胞）增殖有關的疾病(如原發性AS和再狹窄)的病理學中發揮重要作用，另外，用人工PPAR-β配基處理巨噬細胞，則減少了炎癥分子產物如單核細胞趨化蛋白1（MCP．1），顯示PPAR-β具有抗炎作用，此外配基還可單獨發揮抗炎作用。在體外實驗中，外源性前列環素2(PGI2)和內源性碳前列環素都能激活人結直腸癌細胞中的PPAR-β。人結直腸癌旁的纖維母細胞可能通過旁分泌PGI2激活結直腸癌細胞的 PPAR-β，發揮抑制癌細胞凋亡的作用。
- γ (gamma)：作為脂肪細胞分化的一個主要的調節因子，被確定為協調內臟脂肪組織調節性T細胞的累積和功能的關鍵分子。近年來發現PPAR-γ在多種腫瘤細胞中表達，如乳腺癌、結腸癌、胃癌等，經PPAR-γ的受體作用后，能誘導上述細胞的分化和凋亡。